# Bungoma
Bungoma es una localidad de Kenia, con estatus de municipio, capital del condado del mismo nombre.
Tiene 81 151 habitantes según el censo de 2009.

## Demografía
Los 81 151 habitantes del municipio se reparten así en el censo de 2009:
- Población urbana: 55 867 habitantes (27 669 hombres y 28 198 mujeres)
- Población periurbana: no hay población periurbana en este municipio
- Población rural: 25 284 habitantes (12 417 hombres y 12 867 mujeres)

## Transportes
Se sitúa sobre la carretera A104, que une Uganda con Tanzania pasando por Nairobi. Al oeste, la A104 lleva a Tororo. Al sureste, la A104 lleva a Eldoret y Nakuru. Al sur salen las carreteras C33 y C41, que llevan a Mumias y Kakamega respectivamente. Al norte sale la C42, que lleva a Kimilili.